# Dupnitsa Point
Der Dupnitsa Point (englisch; bulgarisch нос Дупница nos Dubniza) ist eine vereiste Landspitze an der Südostküste von Smith Island im Archipel der Südlichen Shetlandinseln. Sie liegt 8,4 km nordöstlich des Kap James und trennt die Einfahrten zur südsüdöstlich liegenden Hisarya Cove und zur Brashlyan Cove im Nordnordosten voneinander.
Bulgarische Wissenschaftler kartierten sie 2008. Die bulgarische Kommission für Antarktische Geographische Namen benannte sie im selben Jahr nach der Stadt Dupniza im Südwesten Bulgariens.